# Filices Horti Botanici Lipsiensis
Filices Horti Botanici Lipsiensis (abreviado Fil. Hort. Bot. Lips.) es un libro ilustrado con descripciones botánicas que fue escrito por el botánico y pteridólogo aborigen de Fráncfort del Meno, Georg Heinrich Mettenius. Se publicó en Leipzig en el año 1856, con el nombre de Filices Horti Botanici Lipsiensis: die Farne des botanischen Gartens zu Leipzig.